# Фридрих (ландграф Гессен-Филипсталь-Бархфельда)
Фридрих Гессен-Филипсталь-Бархфельдский (нем. Friedrich von Hessen-Philippsthal-Barchfeld; 13 февраля 1727, Граве — 13 ноября 1777, Бархфельд) — ландграф Гессен-Филипсталь-Бархфельда из Гессенского дома.

## Биография
Фридрих — сын ландграфа Вильгельма Гессен-Филипсталь-Бархфельдского и его супруги Шарлотты Вильгельмины Ангальт-Бернбург-Шаумбург-Хоймской (1704—1766), дочери князя Лебрехта Ангальт-Бернбургского. Когда родился Фридрих, его старший брат Вильгельм уже умер, тем самым он сразу стал наследным принцем и получил впоследствии соответствующее образование и воспитание. Наследовал отцу в 1761 году.
Ландграф Фридрих женился в 1772 году на графине Софии Генриетте Сальм-Грумбахской (1740—1800), в браке детей не было.